# Waltraud Schmidt-Sibeth
Waltraud Schmidt-Sibeth (* 9. April 1940 in Berlin) ist eine deutsche Politikerin (SPD).

## Leben
Nachdem sie 1960 ihr Abitur abgelegt hatte, studierte Schmidt-Sibeth für das Lehramt an Volksschulen und erreichte das 1. Staatsexamen. Sie war zunächst Hausfrau, studierte dann jedoch an der Staatlichen Fachhochschule in der Abteilung Sozialwesen und schloss mit dem Diplom ab. Danach war sie als Angestellte beim Allgemeinen Sozialdienst der Landeshauptstadt München tätig.
1978 trat Schmidt-Sibeth in die SPD ein. Sie wurde 1984 Stadträtin in Germering, wo sie von 1990 bis 1996 auch 2. Bürgermeisterin war. Ab 1990 war sie Kreisrätin im Landkreis Fürstenfeldbruck. Zudem war sie Mitglied des Bayerischen Landtags von 1994 bis 2003.